# Beteiligungsforum Sexualisierte Gewalt
Das Beteiligungsforum Sexualisierte Gewalt (BeFo) ist ein Gremium der Evangelischen Kirche in Deutschland (EKD), in dem kirchliche Vertreter und Betroffene sexualisierter Gewalt Fragen zum Thema sexualisierte Gewalt in der evangelischen Kirche diskutieren und Beschlüsse vorbereiten.

## Hintergrund
Vorläufer des Beteiligungsforums war der Betroffenenbeirat der EKD. Dieser scheiterte im Jahr 2021 und wurde einseitig von der EKD aufgelöst. Als Nachfolger stellte die EKD am 1. Juli 2022 das Beteiligungsforum (BeFo) vor. In dem Beteiligungsforum waren weiterhin die acht Betroffenen, die bereits zuvor im Betroffenenbeirat saßen und als besonders kirchentreu galten.

## Selbstverständnis
Laut EKD „werden alle Fragen, die sexualisierte Gewalt in der evangelischen Kirche und Diakonie betreffen, von Betroffenenvertreter*innen und kirchlichen Beauftragten gemeinsam bearbeitet“. Weiter gibt die EKD an, dass „Jede kirchenpolitische Entscheidung zum Umgang mit sexualisierter Gewalt [...] unter Mitwirkung des Beteiligungsforums und damit unter direkter Mitwirkung Betroffener“ geschieht.

## Arbeitsweise
Das Beteiligungsforum arbeitet nach dem Prinzip der „Doppelten Mehrheit“. Das bedeutet, dass die kirchlichen Beauftragten und die Betroffenenvertretung über einen Antrag unter sich abstimmen. Nur wenn ein Antrag aus beiden Gruppen befürwortet wird, kann er beschlossen werden.

## Zusammensetzung der Mitglieder
Das BeFo besteht aus insgesamt 17 Personen: den kirchlichen Beauftragten und der Betroffenenvertretung.

### Kirchliche Beauftragte
Die kirchlichen Beauftragten vertreten die Interessen der EKD und der Diakonie Deutschland. Stimmberechtigte Mitglieder sind drei leitende Geistliche (Landesbischof o. ä.) und zwei leitende Juristen (Präsident des Landeskirchenamtes o. ä.), die Präses der Synode der EKD, ein Vertreter der Diakonie Deutschland und zwei Mitglieder der Konferenz für Prävention, Intervention und Hilfe in Fällen der Verletzung der sexuellen Selbstbestimmung (PIH-K).
Die kirchlichen Beauftragten sind (Stand März 2025):
- Kirchenpräsidentin Dorothee Wüst, leitende Geistliche und Sprecherin der kirchlichen Beauftragten
- Landesbischof Tobias Bilz, leitender Geistlicher
- Landesbischöfin Heike Springhart, leitende Geistliche
- Oberkirchenrätin Franziska Bönsch, leitende Juristin
- Präsident Jan Lemke, leitender Jurist
- Präses Anna-Nicole Heinrich, Präses der EKD-Synode
- Maria Loheide, Diakonie Deutschland
- Mareike Dee, Leiterin der Fachstelle der Landeskirche Hannovers, PIH-K
- Monika Memmel, Referentin für Hilfen zur Erziehung, Aufarbeitung und Prävention, PIH-K

### Betroffenenvertretung
Die Betroffenenvertretung besteht aus acht Betroffenen sexualisierter Gewalt.
Die Betroffenenvertretung besteht aus (Stand März 2025):
- Nancy Janz (Sprecherin der Betroffenenvertretung), Leiterin der Fachstelle der Bremischen Kirche
- Detlev Zander (Sprecher der Betroffenenvertretung)
- Nicolai Blank
- Karin Krapp, Pastorin
- Christiane Lange, Gründerin von Gottessuche
- Sophie Luise (Pseudonym), Diakonieschwester
- Elsa Manuela Nicklas-Beck
- Matthias Schwarz, Pastor

## Arbeitsgemeinschaften
Innerhalb des Beteiligungsforum gibt es mehrere themenbezogene Arbeitsgemeinschaften (Themen-AGs). Folgende Themen-AGs gibt es:
- AG Aufarbeitung
- AG Synodaltagung
- AG Vernetzungsplattform
- AG Anerkennung
- AG Disziplinarverfahren
- AG Diakonie

Seit dem Dezember 2024 gibt es einen sogenannte Gaststatus beim Beteiligungsforum. Weitere sechs im Auftrag der Kirche ausgewählte Betroffene arbeiten in den Themen-AGs mit; sie haben im Beteiligungsforum jedoch kein Stimmrecht. Nach einem Jahr im Gaststatus soll im Auftrag der Kirche entschieden werden, ob sich vier von diesen Personen für eine Vollmitgliedschaft im Beteiligungsforum eignen.

## Kritik
Betroffene sexualisierter Gewalt kritisieren, dass das Beteiligungsforum sehr kirchennah ist, da es nur mit Betroffenen besetzt ist, die sich die Kirche selbst ausgesucht hat und die Betroffenen kein Mandat durch einen Wahl haben. Auch in der ForuM-Studie wurde das Beteiligungsforum als einzige und nicht demokratische Betroffenenbeteiligung kritisiert. Auch kirchenferne Betroffene fordern, ebenfalls mit einbezogen zu werden.